# Pycnoderes dilatatus
Pycnoderes dilatatus är en insektsart som beskrevs av Reuter 1909. Pycnoderes dilatatus ingår i släktet Pycnoderes och familjen ängsskinnbaggar. Inga underarter finns listade i Catalogue of Life.